# Konstantín Jabenski
Konstantín Yúrievich Jabenski (Константи́н Ю́рьевич Хабе́нский) (nacido el 11 de enero de 1972) es un actor ruso conocido especialmente por su papel protagonista en las películas Guardianes de la Noche y Guardianes del Día como Antón Gorodetski. Las películas están basadas en la saga de novelas del escritor Serguéi Lukiánenko.
Jabenski nació y se educó en San Petersburgo (anteriormente Leningrado) y actualmente reside en Moscú. Antes de su papel en Guardianes de la Noche ya era un actor popular y conocido en el teatro y la televisión de Rusia. En 2008, interpretó en forma sólida a Alexander Kolchak en el film  épico Admiral (2008).
Sin embargo, su éxito sin precedentes tanto en Rusia como a nivel internacional lo han convertido en uno de los actores rusos más populares y conocidos internacionalmente.
Jabenski actuó en el Teatro Satiricón de Moscú y en el Teatro Lensovet de San Petersburgo. Desde el año 2003, se ha unido al Teatro del Arte de Moscú y ha realizado papeles protagonistas en La Caza del Pato (Zílov), La Guardia Blanca (Alekséi Turbín) y Hamlet (Shakespeare).

## Filmografía parcial
- Guardianes de la noche (Night Watch) (2004) ... Antón Gorodetski
- Guardianes del día (2006) ... Antón Gorodetski
- Bédnye Ródstvenniki (2006) ... Édik
- Admiral (2008) ... Almirante Aleksandr Kolchak
- Wanted (2008) ... The Exterminator
- La ironía del destino. Continuación (2008) ... Kostya Lukashin
- Vykrutasy (2011)
- Sobibor (2018)
- Major Thunder (2021) ... Doctor de la peste-Benjamin samuilovich Rubinstein, psiquiatra
- Normal solo yo (2021) ... Viktor Rurikovich, alcalde
- Lisa y la maqueta mágica (2022) ... el rey
- Major Thunder: Juego (2024) ... Benjamin samuilovich Rubinstein, psiquiatra

## Nota
1. ↑  Actual San Petersburgo